# Günter Karl Bose
Günter Karl Bose (geb. 1951 in Debstedt) ist ein deutscher Gestalter, Herausgeber und Autor sowie ehemaliger Verleger und emeritierter Professor für Typografie und Buchgestaltung.

## Vita
Bose studierte von 1970 bis 1976 Germanistik und Politikwissenschaft an der Albert-Ludwigs-Universität Freiburg. Von 1980 bis 1995 war er Verleger in Berlin (Brinkmann & Bose), von 1993 bis 2018 Professor an der Hochschule für Grafik und Buchkunst in Leipzig. Dort leitete er ab 1998 die Fachklasse Typografie und das 1955 gegründete Institut für Buchkunst. Seit 2000 führt er zudem das in Berlin ansässige Designbüro LMN-Berlin; zu dessen Auftraggebern zählen u. a.: Deutsche Oper Berlin, musica viva (Bayerischer Rundfunk), Kunststiftung NRW, Literaturhaus Berlin, Kleist-Museum, Berliner Festspiele. Ebenfalls im Jahr 2000 wurde Bose in die Alliance Graphique Internationale aufgenommen.
Seine grafischen Arbeiten sind in Ausstellungen im In- und Ausland gezeigt worden und finden sich in den Sammlungen des Centre Georges-Pompidou in Paris, der Kunstbibliothek – Staatliche Museen zu Berlin, des Museum für Gestaltung in Zürich, des Folkwang-Museum in Essen und des Museum Angewandte Kunst in Frankfurt am Main. Bose hat zahlreiche Publikationen zur Kultur- und Mediengeschichte verfasst und eine umfangreiche Sammlung anonymer Fotografien aus dem Zeitraum von circa 1840 bis 1980 angelegt.

## Publikationen (Auswahl)
- Franz Kafka im Ostseebad Müritz [1923]. Quintus-Verlag, Berlin 2024, ISBN 978-3-96982-090-2.
- Vom Gedächtnis der Bilder: Über drei Daguerreotypien. Wallstein Verlag, Göttingen 2023, ISBN 978-3-8353-5550-7.
- Der Stadtpark Schöneberg. Verlag für Berlin-Brandenburg, Berlin 2022, ISBN 978-3-96982-055-1.
- »… als geborener Märker und Kind vom Lande«: Richard Dehmel, Kremmen und die Mark. Verlag für Berlin-Brandenburg, Berlin 2021, ISBN 978-3-947215-55-3.
- Elementum: Über Typografie, Bücher und Buchstaben. Wallstein Verlag, Göttingen 2020, ISBN 978-3-8353-3612-4.
- RAF werden: Rede zur Eröffnung der Ausstellung »Zeichen als Waffen«. Institut für Buchkunst, Leipzig 2018, ISBN 978-3-947139-03-3.
- Plakate / Posters for Musica Viva, 1997–2017. Institut für Buchkunst, Leipzig 2017, ISBN 978-3-959051-41-5.
- Bookish! Ein Blick zurück. Wallstein Verlag, Göttingen 2017, ISBN 978-3-8353-3160-0.
- Stardust: Ein Kapitel der Geschichte des Gesichts. Institut für Buchkunst, Leipzig 2015, ISBN 978-3-932865-91-6.
- The Fleck: Die Fahne der Hochschule für Grafik und Buchkunst. Institut für Buchkunst, Leipzig 2014, ISBN 978-3-932865-81-7.
- Das Ende einer Last: Die Befreiung von den Büchern. Wallstein Verlag, Göttingen 2013, ISBN 978-3-8353-1355-2.
- Big Zep: 300 anonyme Fotos von Zeppelinen, 1924–1939. Institut für Buchkunst, Leipzig 2013, ISBN 978-3-932865-71-8.
- Photomaton: Frauen, Männer, Kinder, 1928–1945. Institut für Buchkunst, Leipzig 2011, ISBN 978-3-932865-63-3.
- Tschichold in Leipzig: Das Neue in der Typografie. Institut für Buchkunst, Leipzig 2009, ISBN 978-3-932865-50-3.